# 张兴祖 (元朝)
张兴祖（1221年—1295年），元朝将领，中山无极县（今河北省无极县）人。
其父张林为史天泽部将，以功授金符千户。张林请老，张兴祖袭父职。跟随察罕伐南宋，在虎头关获胜。察罕奏其功，赐鞍马、甲胄。后跟随史权驻守邓州。宋军在新野西港截击蒙古军辎重，张兴祖率领步骑数百人追赶，在栲栳潭获胜。张兴祖左股折，朝廷赐金币为医药费。又败宋军于白河口。中统元年，跟随史枢援东川，假总管，驻守东安虎啸城。军还，又改驻光化州。元军围襄阳，张兴祖驻守万山，败宋将张顺。攻打樊城，张兴祖督造云梯，又烧宋军战舰，断其襄樊之援军。襄阳攻克后，以功擢升为总管，再擢擢升怀远大将军、副万户。至元十一年，跟随伯颜伐宋，攻郢州黄湾堡，先登之功，箭矢贯通左股，伯颜亲为敷药。参与沙洋、新城之战，额头中三矢，换虎符。攻打阳逻堡，擒获宋将郑信，箭矢贯通左臂。阿里海涯镇守鄂、汉，以张兴祖率领十六翼兵驻守汉阳。跟随阿里海涯在荆江口击败宋朝安抚高世杰。又攻沙市，先登，巷战，宋将高达以江陵降元。阿里海涯攻打潭州，留下张兴祖在鄂州。又参与攻克潭州、靖江，进升为安远大将军。张兴祖平定湖南反元势力，斩首二千九百余人，安辑降者二万三千九百家，常德路总管计划以城叛元，事发，被张兴祖诛杀。张兴祖进昭勇大将军、招讨使、归州路达鲁花赤，位在总管上。改为常德路达鲁花赤。至元十七年，张兴祖征讨罗氏鬼国、亦奚不薛，其酋长入觐，赐衣服、弓矢、鞍勒。他平生杀虎数十，被称为杀虎张。忽必烈以蒙古语赐号拔都。罢招讨使，以万户率领真定新军驻守衡州、茶陵、耒阳、常宁。元贞元年去世，年七十五岁。
其子张铸，管军总把，在通城阵殁；张史闾，怀远大将军，驻守瑞州等处万户；张鹏翼，佥岭北湖南提刑按察司事；张塔剌齐，袭怀远大将军、真定新军万户。